# Flight Simulator 2002
Flight Simulator 2002 est un jeu vidéo développé par les Microsoft Games, sorti en 2001 sur PC.

## Attentats du 11 septembre 2001
La sortie a du être reportée pour refaire la carte de New York sans les Tours jumelles détruites depuis le 11 septembre 2001.

## Avions pilotables
- Cessna
  - C172 SP SkyHawk
  - C182 Skylane
  - C182S Skylane
  - C208 Caravan
- Beechcraft
  - Baron 58
  - King Air 350
- Bell
  - 206B
- Boeing
  - 737-400
  - 747-400
  - 777-300
- Extra
  - 300S
- Learjet
  - 45
- Mooney
  - M20M Bravo
- Schweizer
  - 2-32 Sailplane
- Sopwith
  - Camel
- Vought
  - Corsair

## Accueil
- Gamekult : 9/10[1]
- GameSpot : 9,3/10[2]
- IGN : 9/10[3]
- Jeuxvideo.com : 17/20[4]